# Прямі витрати
Прямі витрати - це витрати, які безпосередньо відносяться до об'єкту витрат (наприклад, конкретний проєкт, об'єкт, функція або продукт).  
Також можуть бути класифіковані як прямі витрати ті накладні витрати, які можна безпосередньо віднести до проєкту (наприклад, призначений керівник проєкту). 
У будівництві витрати на матеріали, робочу силу, обладнання й т.п. і всі безпосередньо залучені зусилля або витрати на об'єкт витрат, є прямими витратами. У виробничій чи іншій галузі, яка не стосується будівництва, частка операційних витрат, яка безпосередньо віднесена до конкретного продукту чи процесу, - це прямі витрати. 
Прямі витрати - це витрати на діяльність чи послуги, які приносять користь конкретним проєктам, наприклад, зарплата персоналу проєкту та матеріали, необхідні для конкретного проєкту. Оскільки ці заходи легко віднести до того чи іншого проєкту, їх витрати, як правило, стягуються з проєктів окремо. 
Прямі витрати зазвичай включають: 
- Прямі матеріали, що використовуються у виробництві

- Прямі витрати праці
- Прямі витрати, наприклад виплата роялті власнику патенту за конкретний виробничий процес [2]